# از چرخ بهر گونه همی‌دار امید
رباعی با مطلع "از چرخ بهر گونه همی‌دار امید"، هفدهمین رباعی از دیوان حافظ به تصحیح قاسم غنی و محمد قزوینی می باشد.

## شعر
از چرخ بهر گونه همی‌دار امید
وز گردش روزگار می‌لرز چو بید 
گفتی که پس از سیاه رنگی نبود
پس موی سیاه من چرا گشت سفید